# Wrangler's Roost
Wrangler's Roost è un film del 1941 diretto da S. Roy Luby.
È un film western statunitense con Ray Corrigan (accreditato come Ray 'Crash' Corrigan), John 'Dusty' King e Max Terhune (accreditato come Max 'Alibi' Terhune). È basato sulle gesta del fuorilegge Charles Bowles che si faceva chiamare Black Bart. Fa parte della serie di 24 film western dei Range Busters, realizzati tra il 1940 e il 1943 e distribuiti dalla Monogram Pictures.

## Produzione
Il film, diretto da S. Roy Luby su una sceneggiatura di John Vlahos e Robert Finkle con il soggetto di Earle Snell, fu prodotto da George W. Weeks per la Monogram Pictures tramite la società di scopo Range Busters e girato nel ranch di Corriganville a Simi Valley in California dall'aprile al maggio del 1941. Il brano della colonna sonora Wrangler's Roost fu composto da Roger Lohrman e Ekko Whelan (parole e musica), Joggin fu composta da Lohrman, Whelan e Romero.

## Distribuzione
Il film fu distribuito negli Stati Uniti dal 4 giugno 1941 al cinema dalla Monogram Pictures.

## Promozione
Le tagline sono:
- "The RANGE BUSTERS ride herd on bandits!".
- "Action In Arizona--As Three Fast Shooting Buckaroos Trade Bullets With Their Foes!".
- "He Bluffed The town With An Empty Gun - But Couldn't Fool The busters".